# Теодозіо II (цар Абхазії)
 Теодозіо (Теодос) II (груз. თეოდოს; д/н — 855) — 2-й цар Абхазії у 828—855 роках (за іншою хронологією, менш переконливою, панував у 792—825 роках).

## Життєпис
Походив з династії Леонідів (Анчабадзе). Старший син Леона II, царя Абхазії. Можливо 811 року став співцарем батька, оскільки 818 року очолював абхазьке військо, яке спільно з іберським ерісмтаваром Ашотом I у битві на річці Ксані завдало поразки Гріголу, князю Кахеті. У 819 році спорудив місто Чіхорі, згодом заснував Хонський собор.
Успадкував владу у 828 році. В цей час після смерті Ашота I, ерісмтавара Іберії, та молодості його синів, Грігол, князь Кахетії, став претендувати на іберські володіння. Теодозіо II, що був в родинних відносинах з новим правителем Багратом I надав тому допомогу. Зрештою боротьба стала точитися за область Шида-Іберія. У 829—830 роках в цю боротьбу втрутилися араби. Зрештою Шиду Іберію захопив Саак ібн Ісмаїл, емір Тбілісі.
У 831 і 833 роках успішно відбив напади Візантії, що намагалася знову встановити свою зверхність над Абхазією. У 837 році відбив потужний візантійський напад на чолі із Бардою і Феофобом. У 842 році допомагав Баграту I, ерісмтавару Іберії, та арабам у поході проти еміра Сааки бен Ісмаїла, що спільно з Кахетинським князівством претендував на гегемонію на Кавказі.
Втім, коли 853 року Баграт I зумів приєднати до своїх володінь область Шида-Іберія та посилив союз з Багдадським халіфатом, то Теодозіо II вирішив протидіяти амбітним планам останнього. Для упередження цього арабський намісник Буга аль-Кабір відправив проти абхазького царя потужне військо, що сплюндрувало значні області. Проте тяжкі втрати змусили ворога повернутися до себе.
Помер 855 року. Владу спадкував його брат Деметре II.